# Essenscia
Essenscia of  de Belgische federatie van de chemische industrie en van life sciences is een Belgische werkgeversorganisatie die de belangen van de chemische industrie,  de kunststofnijverheid, de farmaceutische industrie en de biotechnologische bedrijven in België behartigt.

## Geschiedenis
De organisatie werd opgericht in 1919. Voorheen was essenscia bekend onder de namen Federatie Chemische Nijverheid van België (FCN) en Fedichem. In mei 2007 werd de huidige naam aangenomen.

## Missie
De organisatie behartigt de belangen van bedrijven die actief zijn in de chemie, kunststoffen, farmacie en de biotechnologie. Essenscia telt ongeveer 750 leden, grotendeels KMO's, en is actief in 17 productgroepen. De meeste leden zijn exportgericht en halen samen een omzet van 66 miljard Euro (2017). Goed voor 90.780 rechtstreekse arbeidsplaatsen in 2017. Daar komen nog eens 150.000 indirecte arbeidsplaatsen bij.

## Structuur

### Bestuur
Essenscia is samengesteld volgens de bestuurlijke indeling van België. Elk gewest heeft zijn afdeling, die elk de bedrijven binnen hun regio behartigen. Huidig algemeen voorzitter is Hans Casier en Yves Verschueren is gedelegeerd bestuurder. Bestuurder voor Vlaanderen is Frank Beckx en voor Wallonië en Brussel is dit Frédéric Druck.

#### Federaal
| Periode      | Voorzitter         |
| FCN          | FCN                |
| ------------ | ------------------ |
| ? - ?        | Victor Parein      |
| ...          |                    |
| ? - 1957     | François Boudart   |
| ...          |                    |
| 1976 - 1979  | Daniel Janssen     |
| 1979 - 1980  | Pierre de Tillesse |
| ...          |                    |
| ? - 1990     | Etienne De Wolf    |
| 1990 - 1993  | Georges Jacobs     |
| 1993 - 1997  | Norbert Martin     |
| 1997 - 2001  | René Peeters       |
| Fedichem     |                    |
| 2001 - 2002  | Jacques Van Bost   |
| 2002 - 2005  | Antoon Dieusaert   |
| 2005 - 2006  | Ben Van Assche     |
| 2006 - 2007  | Carl Van Camp      |
| Essenscia    |                    |
| 2007 - 2009  | Carl Van Camp      |
| 2009 - 2012  | Wouter De Geest    |
| 2012 - 2014  | Frank Coenen       |
| 2014 - 2018  | Wouter De Geest    |
| 2018- 2024   | Hans Casier        |
| 2024 - heden | Jan Remeysen       |

#### Regionaal
| Tijdspanne   | Voorzitter Vlaanderen |
| ------------ | --------------------- |
| 2009 - 2014  | Patrick Van Acker     |
| 2014 - heden | Luc Delagaye          |

| Tijdspanne   | Voorzitter Wallonië |
| ------------ | ------------------- |
| 2009 - heden | Pascal Lizin        |

| Tijdspanne   | Voorzitter Brussel      |
| ------------ | ----------------------- |
| ? - 2013     | Jean-Antoine De Muylder |
| 2013 - 2016  | Didier Malherbe         |
| 2016 - heden | Christiane Malcorps     |

| Tijdspanne   | Gedelegeerd bestuurder Vlaanderen |
| ------------ | --------------------------------- |
| 2005 - 2013  | Frans Dieryck                     |
| 2013 - 2021  | Frank Beckx                       |
| 2021 - heden | Ann Wurman                        |

| Tijdspanne   | Gedelegeerd bestuurder Brussel & Wallonië |
| ------------ | ----------------------------------------- |
| ? - 2017     | Bernard Broze                             |
| 2017 - heden | Frédéric Druck                            |